# Jarosz Jewłaszewski
Jarosz Jewłaszewski herbu Topór (1578–1619) – pisarz ziemski nowogródzki w 1606 roku, dworzanin hetmana Jana Karola Chodkiewicza.
Jego dziadem był prawosławny biskup Makary Jewłaszewski. Jego ojciec Teodor Jewłaszewski przeszedł w młodości na kalwinizm i w tym wyznaniu wychował swoich synów (matka Jarosza pozostała prawosławna).
Poseł nowogródzki na sejm 1607 roku, potem sprawował funkcję sędziego ziemskiego nowogródzkiego. Był gorliwym kalwinistą: w majątku Dobromyśl ufundował kościół kalwiński, gdzie chciał być pochowany, w testamencie poczynił na ten kościół zapisy i prosił, by żona uszanowała kalwińskie wyznanie dzieci i zapisy na kościół (oba zignorowała).
W małżeństwie z katoliczką Aleksandrą Piotraszewską pozostawił troje dzieci. Jego dziećmi byli Władysław i Kazimierz Ludwik Jewłaszewski oraz córka Katarzyna Judycka.